# Främlingen
Främlingen (originaltitel: L'Étranger) är en roman från 1942 av Albert Camus. Den är författarens första stora litterära framträdande och är konstnärligt sett ett av existentialismens mest betydande verk. Boken skildrar "en vanlig människa som slumpen gör till mördare".

## Handling
Främlingen handlar om en vanlig människa i det koloniala Algeriet, Meursault (Mersault i den första svenska översättningen), vars mor dör på ett sjukhem. Meursault har aldrig haft särskilt mycket tid att vara tillsammans med henne, eftersom han är fattig och resan till sjukhemmet tar flera timmar. Folk i omgivningen anser att han inte sörjer sin mors bortgång och förebrår honom för detta.
Meursault har aldrig haft särskilt många vänner och försöker inte heller bli bekant med någon. Hans granne ber honom en dag att skriva ett brev till dennes ex-flickvän för att få henne tillbaka i syfte att kunna "straffa" henne eftersom hon varit otrogen. Meursault skriver brevet, vilket får den planerade effekten. Misshandeln av kvinnan är uppenbarligen allvarlig, men i det samhälle händelserna utspelas blir det ingen rättslig påföljd, utan Meursaults granne klarar sig undan med en "varning"; detta trots att polis kallats till platsen. Till saken hör också att Meursault vittnar till förmån för sin granne, det vill säga han betygar att den misshandlade kvinnan varit otrogen, vilket i boken rättfärdigar misshandeln.
Dagen efter moderns begravning träffar Meursault en kvinna, Marie, som han tidigare arbetat tillsammans med och som han nu inleder en romans med. Under den nämnda misshandeln befinner sig Meursault och Marie tillsammans i den förres lägenhet. De hör misshandeln och Marie ber Meursault att ingripa, men han "gillar inte poliser", som han säger och är likgiltig inför misshandeln.
Några dagar senare inbjuder den granne som utfört misshandeln Meursault och Marie till en stuga vid havet. En bror till den misshandlade kvinnan samt en vän till denne möter sällskapet på stranden och det blir slagsmål. Något senare går Meursault ensam tillbaka till stranden, träffar på den misshandlade kvinnans bror igen och utan att egentligen reflektera över det, skjuter han honom till döds. Under den påföljande rättegången försöker åklagaren skapa en bild av Meursault som ett omoraliskt monster. Meursault döms också till döden, men till stor del på grund av sin likgiltighet snarare än för det brott han begått.